# Ісидор Мілетський Молодший
Ісидор Мілетський Молодший — візантійський архітектор-новатор VI століття до н. е. Очолював відновлювальні роботи собору Святої Софії у 550-х роках.

## Життєпис
Походив з м.Мілету або на той час додаток «Мілетський» став родинним прізвищем. Був сином іншого відомого архітектора Ісидора Мілетського. Щоб відрізняти його від свого батька архітектора Ісидора отримав доповнення Молодший. Про його особисте життя мало відомостей.
Ісидор Молодший продовжував справу своїх попередників, зокрема Анфемія Траллського щодо вдосконалення будівель церков. Ісидор залишив висячі конструкції, які винайшов Анфемій, тільки на кутах й побудував на них високий купол, який освітлювався всередині архівольтою вікон. Церкви, які були побудовані Ісидором Молодшим були вищими від попередніх та значно ліпше освітлені.
Як визнання досягнень Ісидора йому доручили відновити пошкодження завданні собору Святої Софії (Константинополь) внаслідок землетрусу 554 року.